# Quettingen

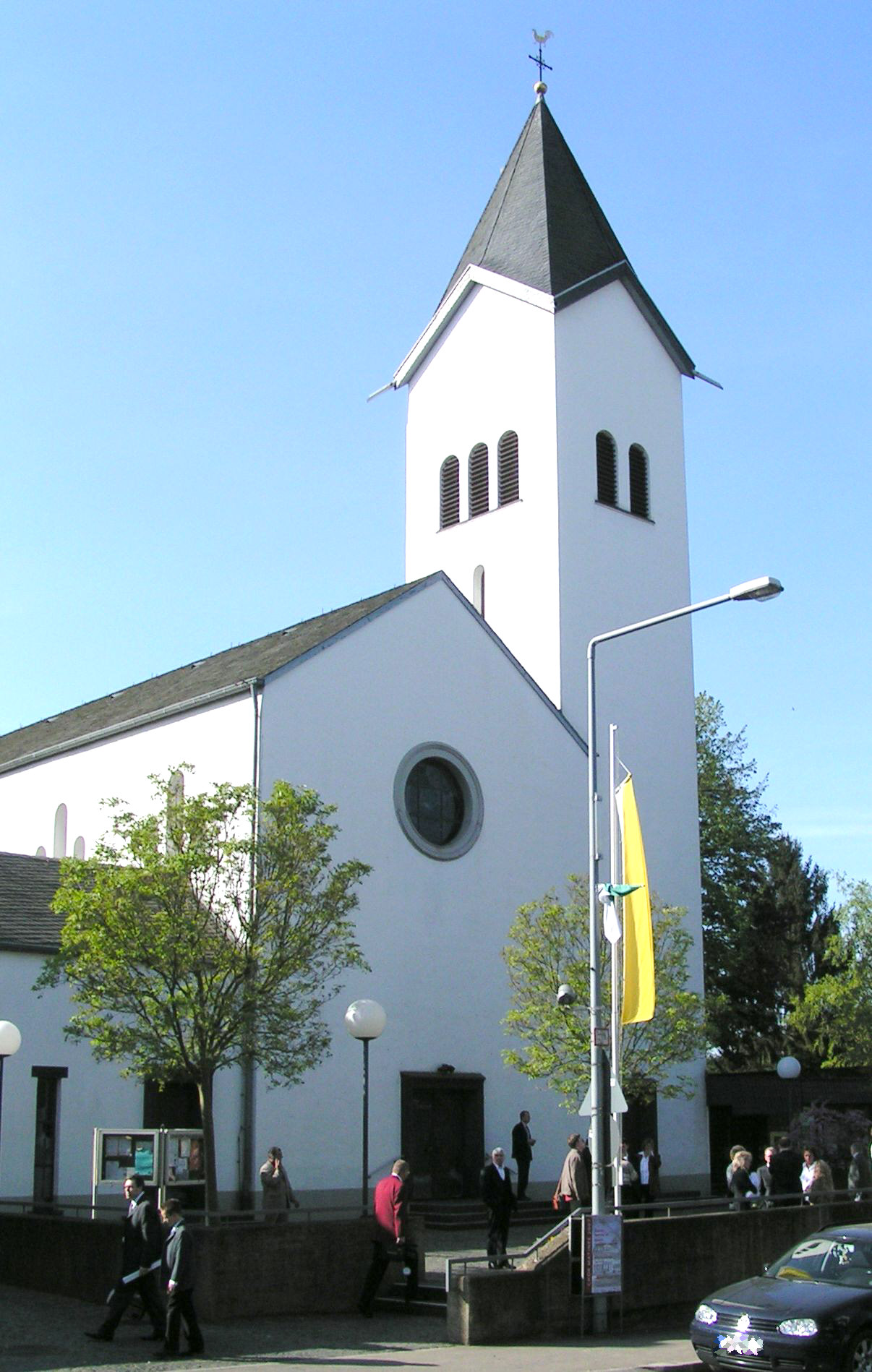
Katholische Kirche St. Maria Rosenkranzkönigin

Quettingen ist ein Stadtteil von Leverkusen mit einer Fläche von 346 ha, einer Einwohnerzahl von 12.635 (31. Dezember 2023) und weist mit einer Bevölkerungsdichte von 3.652 Einwohnern pro km² (2023) die dichteste Besiedlung aller 13 Leverkusener Stadtteile auf. Der geographische Mittelpunkt der Stadt Leverkusen liegt in Quettingen.

## Lage

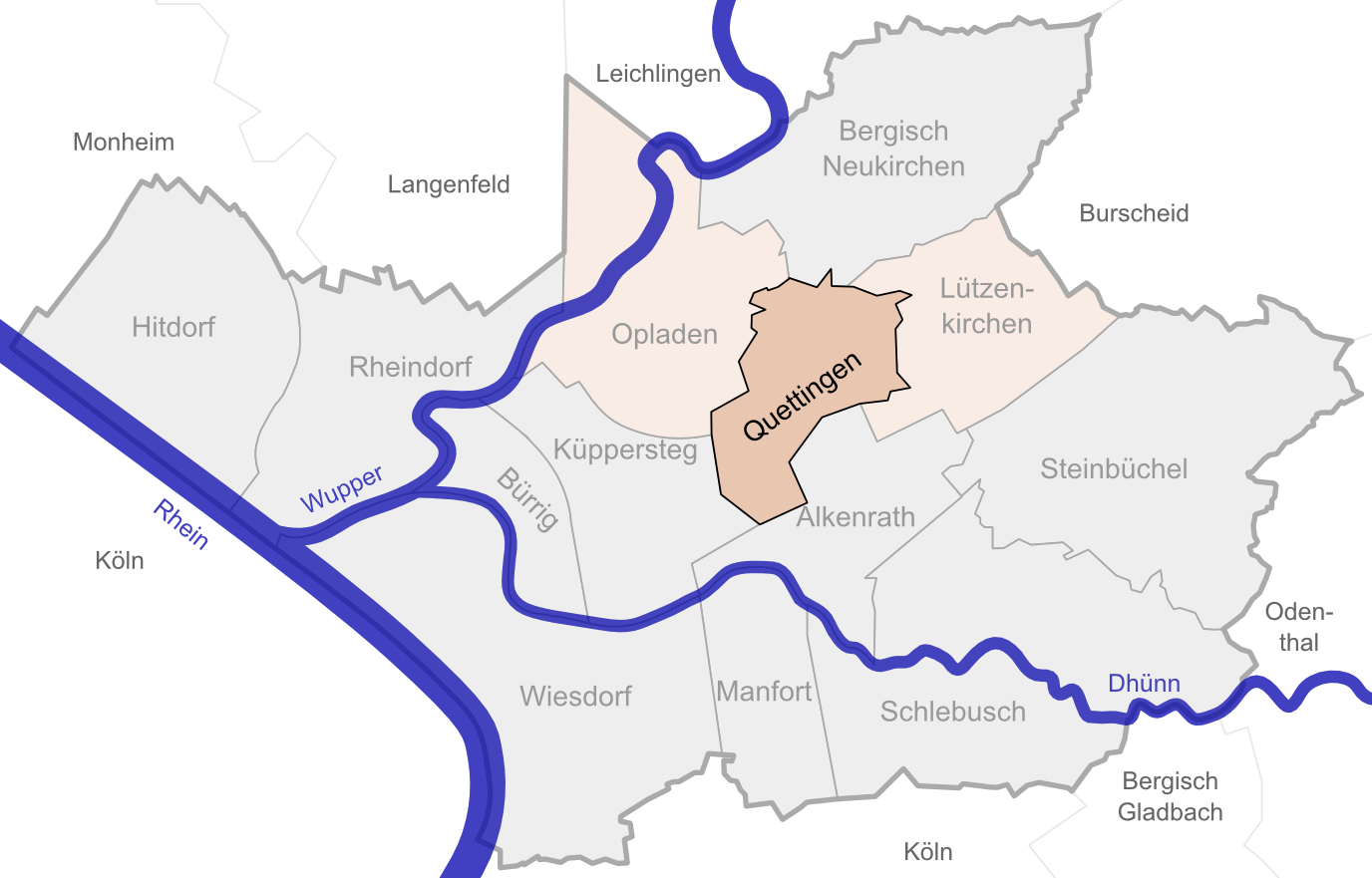
Lage Quettingens als Stadtteil Leverkusens bzw. der ehemaligen Stadt Opladen

Quettingen grenzt im Osten an Lützenkirchen, im Westen an Opladen und Küppersteg, im Norden an Bergisch Neukirchen und im Süden an die BAB 1 und Alkenrath. Zu Quettingen gehören die Ortschaften Fixheide (mit Gewerbegebiet, südwestlich), Feldsiefen (südlich, am Rande des Waldgebiets Bürgerbusch entlang des Köttelbachs) sowie nördlich Neucronenberg und Teile von Biesenbach (entlang des Wiembachs, „Tillmanns Loch“ und „Hummel“ genannt).

## Politik
Quettingen gehört zum Bezirk II der Stadt Leverkusen. In den Rat der Stadt Leverkusen wurden bei der Kommunalwahl 2020 in Quettingen-Ost Kerstin Nowack (CDU) und in Quettingen-West Oliver Ruß (SPD) direkt gewählt.

## Geschichte

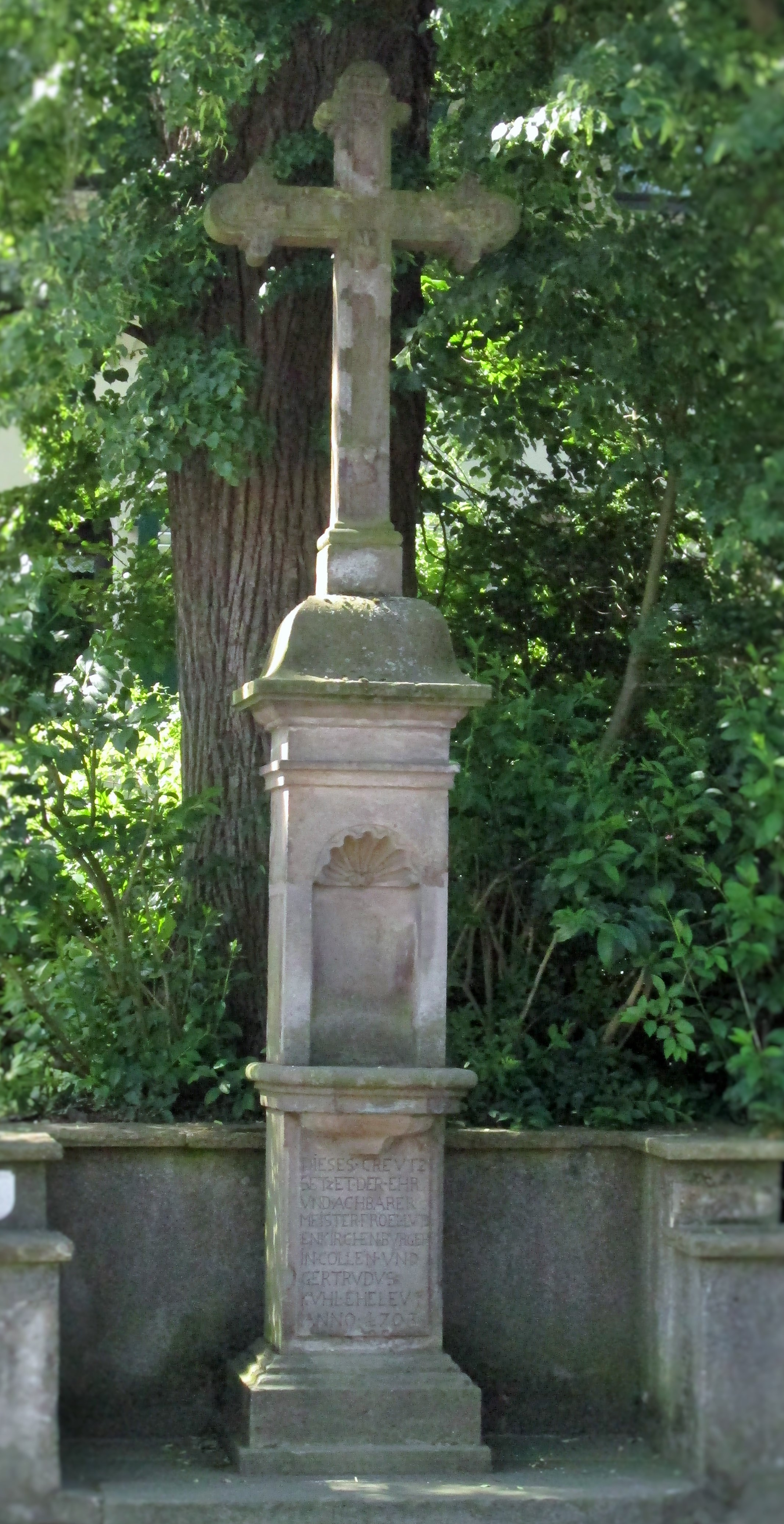
Das Hagelkreuz an der Quettinger Straße (errichtet 1709)

Eine erstmalige urkundliche Erwähnung Quettingens als Quettingheim lässt sich auf das Jahr 1209 zurückverfolgen, und im Jahre 1216 ist ein Franco de Quettingheim als Zeuge in einer Urkunde des Grafen Adolf III. von Berg aufgeführt. Ein kleiner Hof, der Mönchhof, gehörte bis 1391 der Abtei Heisterbach, dann kam er in den Besitz der Grafen von Berg. 1402 wurde er im Tausch gegen den Duisburger Zehnten Eigentum der Abtei Altenberg. Die erste Erwähnung des Quettinger Hofs, eines landwirtschaftlichen Besitzes mit Gehöft, wurde 1377 verzeichnet. Die Teilung des Quettinger Hofes in Ober- und Unterhof erfolgte 1423. Mit dem Mönchhof kamen der Oberquettinger Hof (jetzt Maashof) und der Unterquettingen Hof (jetzt Mebushof) 1808 an die Grafschaft Morsbroich.
Zu Beginn des 20. Jahrhunderts nahm die Einwohnerzahl wegen der 1903 erfolgten Gründung der Hauptwerkstätte der preußischen Staatsbahn, später Eisenbahn-Ausbesserungswerk genannt und zwischen Opladen und Quettingen gelegen, stark zu. Die Bevölkerung Quettingens bestand überwiegend aus Fabrikarbeitern und kleinen Geschäftsleuten. Von 1914 bis 1955 fuhr die Kleinbahn Opladen – Lützenkirchen von Opladen, Rennbaumstraße über die Lützenkirchener Straße durch Quettingen nach Lützenkirchen. Ein Werksanschluss zweigte in Höhe der Feldstraße zur Fabrik Tillmanns in Neucronenberg ab und bestand noch einige Jahre später; so lange waren immer wieder einzelne Güterwagen auf der unteren Lützenkirchener Straße zu sehen.
Im Zuge einer Kommunalreform wurde Quettingen 1930 zusammen mit Lützenkirchen nach Opladen eingemeindet. Bei der Kommunalreform 1975 kam Quettingen dann mit Opladen nach Leverkusen.
Am 28. Dezember 1944 wurden bei einem Bombenangriff mehrere Häuser in der Maashofstraße zerstört, 28 Menschen kamen ums Leben. Der Angriff galt den Bahnanlagen und dem Bahn-Ausbesserungswerk in Opladen.

### Denkmäler

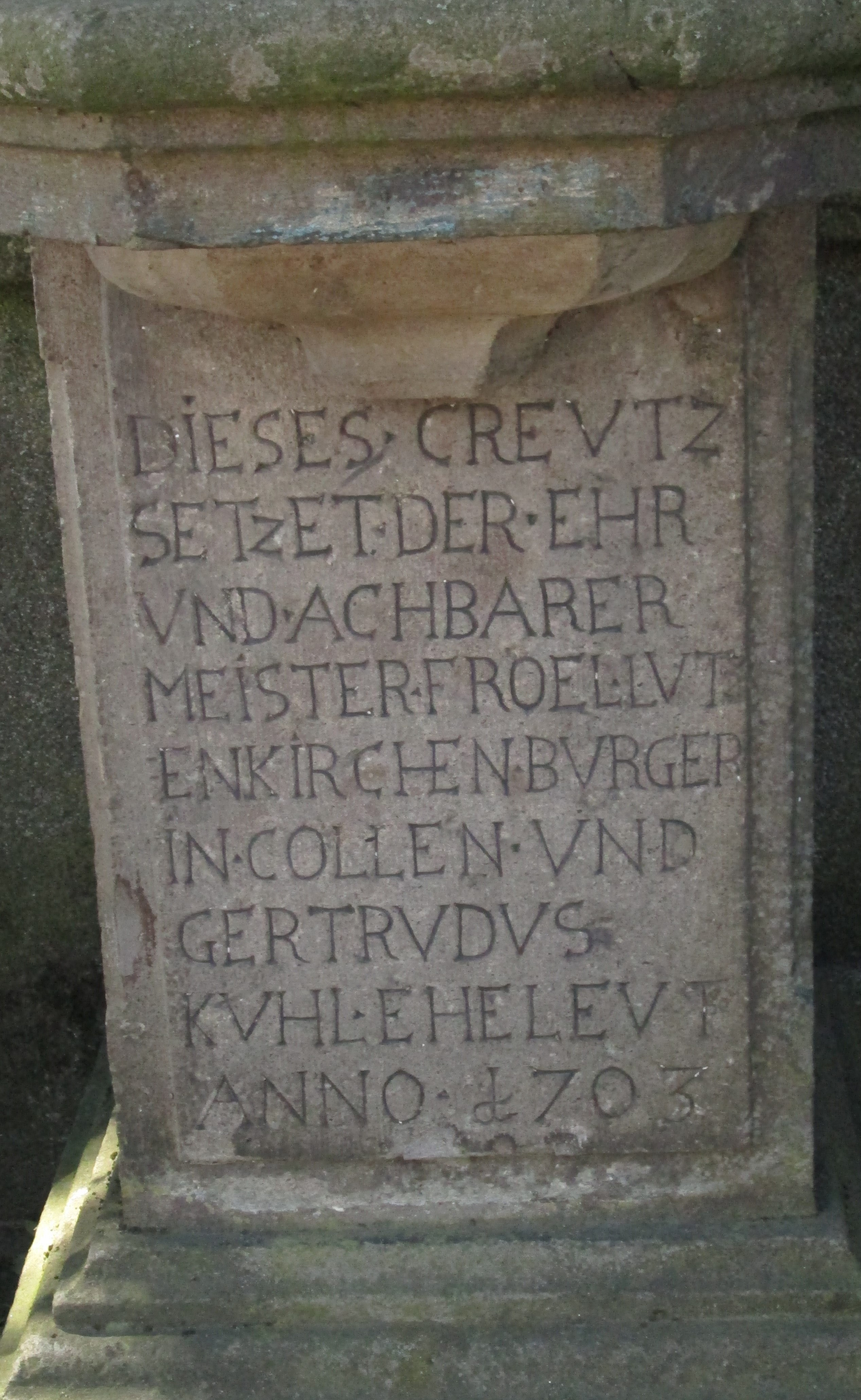
Der Sockel des Hagelkreuzes, datiert 1703

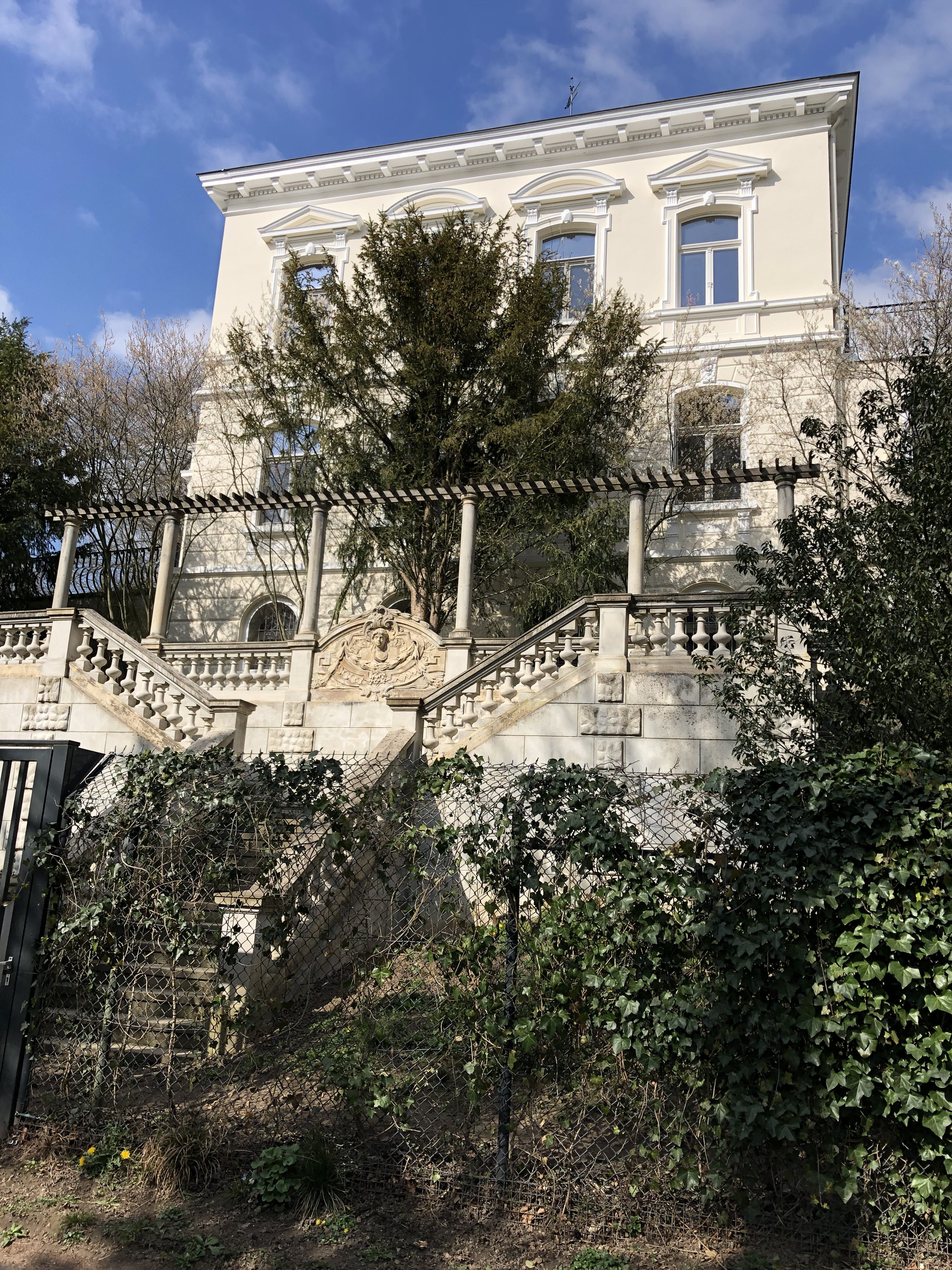
Villa Tillmanns, Neukronenberger Straße 41

In der Denkmalliste der Stadt Leverkusen sind für Quettingen mehrere Objekte verzeichnet:
- Der „Maashof“ oder „Oberquettiner Hof“, Quettinger Straße 126. Das zweigeschossige Wohnhaus mit verputztem Bruchsteinerdgeschoss und Fachwerkobergeschoss wurde in neuerer Zeit modernisiert. Das ehemalige Kameralgut der Agrardomäne Quettingen wurde am 7. Oktober 1984 unter Nr. 142 als Denkmal eingetragen.
- Ein Hagelkreuz vor dem Haus Quettinger Straße 47 lässt sich auf 1703 datieren. Der Unterbau hat eine Muschelnische und trägt eine Inschrift, der Kreuzaufsatz hat Dreipass-Ornamentik und Wundmale. Das Kreuz wurde am 16. Oktober 1984 unter Nr. 145 unter Schutz gestellt.
- Vom Gebäudeensemble der ehemaligen Holzschraubenfabrik Tillmanns in Neucronenberg sind zwei um die Wende zum 20. Jahrhundert entstandene denkmalgeschützte Industriellenvillen – beide „Villa Tillmanns“ genannt – erhalten:
  - in der Neukronenberger Straße 41 ein zweigeschossiger Putzbau mit Walmdach in drei Achsen, einem dominierenden Eingangsvorbau mit Freitreppe und Balusterbrüstung und im Unterhang mit einer künstlerisch gestalteten Treppenanlage mit Säulenpergola, dazugehörend ein Landschaftspark mit Details im Stil der Romantik. Das Ensemble wurde am 21. September 1987 unter Nr. 226 in die Denkmalliste eingetragen. Die Villa war ab 2000 vorübergehend im Besitz von Rudi Völler („Villa Völler“), sie brannte Ende 2001 bei Renovierungsarbeiten infolge von Brandstiftung aus.
  - in der Neukronenberger Straße 47 ein ebenfalls zweigeschossiger Putzbau auf vielteiligem Grundriss und reichem Fassadenschmuck, aufwändiger Innenausstattung mit Treppe und Wintergarten, ferner ein Landschaftspark im Englischen Stil, erweitert 1906 und unter Schutz gestellt am 27. Januar 1967 (Nr. 202).
  - Die Gebäudereste der ehemaligen Fabrik Tillmanns wurden am 30. Januar 1987 unter Schutz gestellt (Nr. 205). Erhalten waren die „Stufengiebelhalle“, eine weitere Backsteinhalle mit Rundbogenfenster, die daran angebaute Stahlfachwerkhalle und ein separat stehender Schornsteinstumpf. Nach Bränden 1987 und 2002 wurden die Reste im Januar 2007 abgerissen, das Objekt wurde am 18. Juli 2007 aus der Denkmalliste gelöscht.
- 1960 wurde an der Lützenkirchener Straße die erste Tankstelle der näheren Umgebung in Quettingen errichtet. Die in Pilzform gebaute große Zapfanlage im Bauhausstil steht seit dem 25. Oktober 1999 unter Denkmalschutz (Nr. 300).[7]

## Schulen
Am 7. Januar 1857 nahm die einklassige katholische Volksschule den Unterricht auf. Lehrer Balthasar Höffgen unterrichtete 134 Schülerinnen und Schüler im Schulgebäude an der Ecke der heutigen Quettinger Straße/Pfarrer-Jekel-Straße. Obwohl durch die Industrialisierung die Zahl der Schüler bald stieg, wurde das Schulhaus erst 1878 erweitert und Josephine Wegener als 2. Lehrkraft angestellt. Daneben gab es an der werkseigenen Fabrikschule der Fa. Tillmann in Neucronenberg eine weitere Klasse mit 30 Kindern, die auch von Lehrer Höffgen unterrichtet wurde. 1901 wurde der südliche Teil des heutigen Schulgebäudes als Neubau mit vier Klassenzimmern errichtet und 1950 auf die Größe des heutigen Altbaues erweitert. Die Turnhalle kam 1960 hinzu und von 1965 bis 1969 ein neuer Klassentrakt und eine Pausenhalle. 1968 wurde aus der Volksschule die Katholische Grundschule, die 1982 den Namen Don-Bosco-Schule erhielt.
Der Anteil der evangelischen Bevölkerung stieg zu Beginn des 20. Jahrhunderts deutlich an. Am 1. Mai 1908 bezog die neu gegründete evangelische Schule Quettingen einen Unterrichtsraum in der alten katholischen Schule Quettingen. Ihr heutiges Gebäude an der Herderstraße erhielt sie 1952.

## Kirchengemeinden
1913/1914 wurde die römisch-katholische Kirche an der Quettinger Straße durch den Bauunternehmer August Hohmann aus Opladen als Filialkirche von St. Maurinus (Lützenkirchen) gebaut und am 24. Mai 1914 von Pfarrer Adam Wirtz aus Lützenkirchen auf den Titel St. Maria Rosenkranzkönigin benediziert. Sie war zunächst kürzer als heute und nur mit einem Dachreiter versehen. Einen Kirchturm und drei Glocken bekam sie 1937. Konsekriert wurde die Kirche erst am 6. Oktober 1947 durch den Kölner Weihbischof Wilhelm Stockums. 1956/57 wurde der Altarraum neu gestaltet, 1969 erfolgte eine grundlegende Renovierung mit Umgestaltung des Innenraumes nach den Vorgaben des Zweiten Vatikanischen Konzils, des Turms und des Vorplatzes.
1925 wurde St. Maria Rosenkranzkönigin Quettingen zur selbständigen Kapellengemeinde und 1930 zur Rektoratspfarrei mit eigenem Pfarrer erhoben, am 15. September 1963 wurde sie kanonische Pfarrei. Zum 1. Januar 2011 erfolgte die Fusion mit der Pfarrei St. Maurinus Lützenkirchen zur neuen Pfarrei St. Maurinus und Marien, nachdem bereits seit 2003 ein gemeinsamer Pfarrverband und seit 2005 die „Pfarreiengemeinschaft Lützenkirchen/Quettingen“ bestand. Die beiden Kirchen in der neuen Pfarrei behalten ihre bisherigen Namen „St. Maria Rosenkranzkönigin“ und „St. Maurinus“. Die Pfarrkirche ist St. Maurinus.

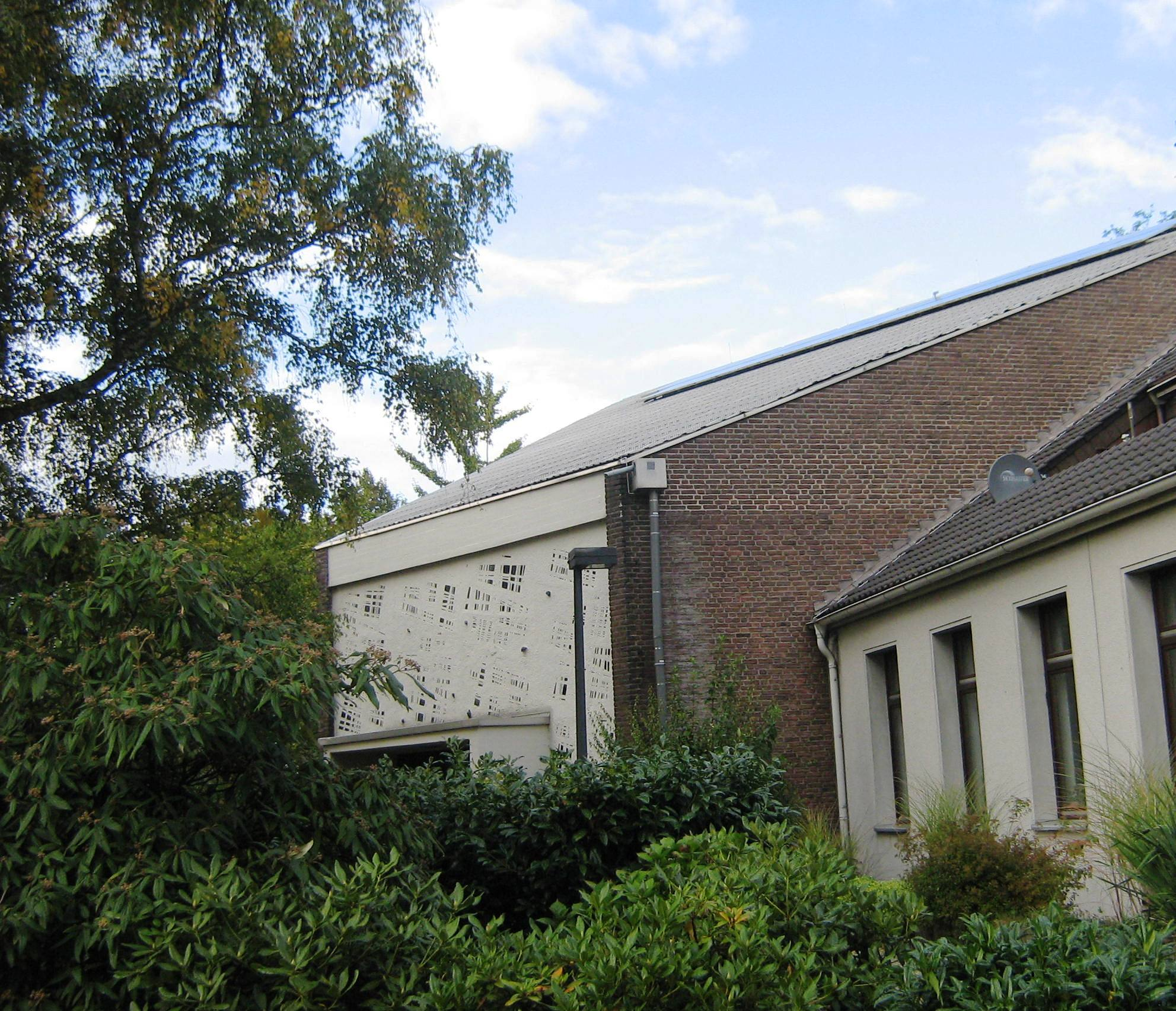
Evangelische Kirche am Gemeindezentrum, Kolberger Straße

Seit 1931 hat die katholische Kirchengemeinde am Holzer Weg einen Friedhof, der 1971 eine Friedhofskapelle bekam. 1949 eröffnete die Gemeinde einen Kindergarten in der von der Stadt käuflich erworbenen alten Schule. Das 1857 errichtete Gebäude an der Ecke Quettinger Straße/Schulstraße (später in Pfarrer-Jekel-Straße umbenannt) erhielt den Namen „Marienheim“; dort wohnten auch Ordensschwestern aus dem Orden der Franziskanerinnen vom Heiligsten Herzen Jesu, die im Kindergarten, in der Hauskrankenpflege und im Kirchendienst tätig waren. 1965 wurde ein neues Schwesternheim mit Kindergarten, Bücherei und Priesterwohnungen neben der Kirche erbaut. Das alte Gebäude wurde abgerissen.
Die evangelischen Christen gehörten bis 1951 zur Gemeinde Bergisch Neukirchen und dann zu Opladen. 1954 wurde eine eigene Pfarrstelle für Quettingen eingerichtet und ein provisorisches Gemeindehaus an der Herderstraße in Betrieb genommen. Am 24. Juni 1962 wurde der Grundstein zum evangelischen Gemeindezentrum mit Kirche, Kindergarten und Pfarrhaus an der Bahnstraße (heute: Kolberger Straße)/Ecke Jakobistraße gelegt. Es wurde am 9. Februar 1964 feierlich eingeweiht.

## Industrie und Gewerbe
Im südwestlichen Ortsteil Fixheide liegt das „Gewerbegebiet Fixheide“, ein ab den 1950er-Jahren entstandenes Gewerbe- und Industriegebiet, in dem sich rund 200 Unternehmen angesiedelt haben.

## Verkehrsanbindung
Nach der Einstellung der Kleinbahn von Opladen über Quettingen nach Lützenkirchen 1955 übernahmen Busse der Bahnen des Rhein-Wupper-Kreises die Verkehrsbedienung über die Lützenkirchener Straße, später kam eine zweite Linie über die Quettinger Straße hinzu. 1969 ging der Verkehr an das Unternehmen Kraftverkehr Wupper-Sieg über.
Heute wird Quettingen im Rahmen des Verkehrsverbundes Rhein-Sieg von folgenden Linien berührt:
- Linie 201 Lützenkirchen, Forellental – Lützenkirchener Straße – Opladen Busbf. – Leverkusen-Mitte Bf – Chempark S-Bahnhof
- Linie 205 Opladen, Busbf. – Neue Bahnstadt Opladen, Funkenturm – Lützenkirchener Straße – Lützenkirchen – Steinbüchel – Schlebusch – Schlebusch, Stadtbahn
- Linie 206 Mathildenhof, Potsdamer Straße – Steinbüchel – Lützenkirchen – Quettinger Straße – Opladen, Busbf. – Langenfeld S-Bahnhof – Langenfeld, Turnerstraße
- Linie 209 Leverkusen-Mitte Bf – Schlebusch Bf – Klinikum – Alkenrath – Quettingen Schützenplatz
- Linie 214 Fixheide, Benzstraße – Alkenrath – Museum Morsbroich – Finanzamt – Leverkusen Mitte (nur in Tagesrandlage)
- Linie 235 Lützenkirchen – Maurinusstraße – Biesenbach – Lützenkirchen (montags bis freitags, mit Kleinbussen)
- Linie SB 20 (Schnellbus) Lützenkirchen, Forellental – Quettinger Straße – Leverkusen-Mitte Bf
- Linie N 21 (Nachtbus) Lützenkirchen, Forellental – Lützenkirchener Straße – Opladen Busbf. – Küppersteg – Leverkusen Mitte Bf.
- Linie N 22 (Nachtbus) Opladen Busbf. – Küppersteg – BayArena – Schlebusch Bf – Klinikum – Schlebusch Stadtbahn – Alkenrath – Quettinger Straße – Neue Bahnstadt Opladen, Funkenturm – Opladen

## Persönlichkeiten
- Ernst Wilhelm Jekel (* 1891 in Borken; † 1970 in Quettingen), katholischer Pfarrer von Quettingen 1930–1969
- Jakob Melzer (* 1906 in Quettingen; † 1995 in Quettingen), Kommunalpolitiker (CDU), Bürgermeister von Opladen 1951–1958
- Helmut Moog (* 1927 in Opladen), Professor für Musik in der Sonderpädagogik, war von 1950 bis 1963 Lehrer an der Katholischen Volksschulke Quettingen (heute: Don-Bosco-Schule).
- Paul Alfons Max Hebbel (* 1947 in Quettingen), Kommunalpolitiker (CDU), Oberbürgermeister von Leverkusen 1999–2004
- Rudi Völler (* 1960 in Hanau), Teamchef der Fußballnationalmannschaft, Sportchef bei Bayer 04 Leverkusen, in den 1990er-Jahren einige Jahre in Quettingen wohnhaft
- Frank Steffes (* 1964 in Burscheid), Kommunalpolitiker (SPD), seit 2014 Bürgermeister von Leichlingen, wuchs in Quettingen auf.
- Christian Wörns (* 10. Mai 1972 in Mannheim), Fußballspieler, wohnte in seiner Zeit als Spieler des Vereins Bayer 04 Leverkusen in den 1990er-Jahren ebenfalls in Quettingen.

## Vereine
- Der TuS 05 Quettingen ist einer der größten Leverkusener Sportvereine. Im Jahr 2005 feierte er sein einhundertjähriges Bestehen. Der frühere Bundesligaprofi Knut Reinhardt begann dort seine Fußballkarriere. Der Verein spielt zurzeit in der Kreisliga C (Saison 2019/2020) im Kreis Solingen des Fußballverbands Niederrhein.
- Der Sportverein DJK Quettingen hat u. a. die größte und höchstspielende Tischtennisabteilung in Leverkusen. Er feierte im Jahre 2013 sein 50-jähriges Bestehen.[11][12] Die höchste erreichte Spielklasse war 2020/21 die Landesliga im Westdeutschen Tischtennisverband.[13] Aktuell spielt die 1. Herrenmannschaft in der Bezirksliga 3, der höchsten Klasse des Bezirkes Mittelrhein.[14] Die 2. Herrenmannschaft spielt in der Kreisliga, der höchsten Spielklasse des Kreises Köln-rechtsrheinisch.[15]
- Der Kirchenchor „Cäcilia“ besteht seit 1919, die Katholische Frauengemeinschaft (kfd) seit 1920.
- Kolpingsfamilie und Katholische Arbeitnehmer-Bewegung wurden in Quettingen 1949 gegründet.
- In Quettingen bestehen zwei Schützenvereine: die Bürgerschützengesellschaft Quettingen e. V. 2006 und die St. Sebastianus Schützenbruderschaft Quettingen von 1928.

## Einrichtungen
- Evangelische Kindertagesstätte, Herderstraße 25
- Katholische Kindertagesstätte St. Maria Rosenkranzkönigin, Quettinger Straße 109
- Katholische Kindertagesstätte Maximilian Kolbe, Pommernstraße 125
- Städtischer Kindergarten, Am Quettinger Feld 28
- Städtischer Kindergarten, Stralsunder Straße 3
- Kita „Kinderhaus Am Bürgerbusch“, Feldsiefer Weg 12
- Katholische Grundschule Don-Bosco-Schule, Quettinger Straße 90
- Gemeinschaftsgrundschule, Herderstraße 10
- Gemeinschaftshauptschule, Neucronenberger Straße 81